# Нати, Джермано
Джермано Нати (англ. Germano Nati; 1946 — 17 марта 2008) — политический деятель Эритреи. Вступил в Народный фронт освобождения Эритреи в 1977 году. После обретения страной независимости занимал следующие посты: член Центрального совета и Исполнительного комитета Народного фронта за демократию и справедливость, член Национальной ассамблеи, администратор района Гаш-Сэтит и глава департамента по социальным делам (Head of Social Affairs) провинции Дэбуб-Кэй-Бахри. В 2001 году арестован президентом Эритреи Исайясом Афеворки как член «Группы пятнадцати». Находился в заключении, где и скончался 17 марта 2008 года.